# Camponotus ellioti
Camponotus ellioti é uma espécie de inseto do gênero Camponotus, pertencente à família Formicidae.